# Tyquan Terrell
Tyquan Terrell (Basseterre, San Cristóbal y Nieves, 16 de abril de 1998) es un futbolista sancristobaleño que juega como mediocampista en el St. Peters Strikers FC de la SKNFA Superliga de San Cristóbal y Nieves. Es internacional con la selección de fútbol de San Cristóbal y Nieves.

## Carrera

### Clubes
| Club                   | País                   | Año       |
| ---------------------- | ---------------------- | --------- |
| St. Peters Strikers FC | San Cristóbal y Nieves | 2019-2021 |
| UD Albatalia-Arboleja  | España                 | 2021-2022 |
| St. Peters Strikers FC | San Cristóbal y Nieves | 2022-     |

### Selección nacional
El 18 de febrero de 2017, debutó con San Cristóbal y Nieves Sub-20 contra Haití Sub-20 en una derrota por 5-1 durante el Campeonato Sub-20 de CONCACAF 2017 celebrado en Costa Rica. También jugó en la clasificación para el Campeonato de Clasificación Olímpica Masculina de CONCACAF 2020.
El 5 de septiembre de 2019, Terrell hizo su debut absoluto en un partido contra Granada en una derrota por 2-1 en la Liga de Naciones de CONCACAF.
El 17 de noviembre de 2019, Terrell anotó su primer gol con San Cristóbal y Nieves en la derrota por 3-1 ante la Guayana Francesa, que no es miembro de la FIFA, en una derrota por 3-1, lo que resultó en el descenso de San Cristóbal y Nieves a la Liga C de la Liga de Naciones de CONCACAF.